# Assimilation (biologi)
 For alternative betydninger, se Assimilation (flertydig). (Se også artikler, som begynder med Assimilation)
Assimilation betegner inden for biologien de processer, der foregår i organismer, når de optager uorganisk materiale og på basis deraf danner organisk substans. Fx Planter som optager uorganiske kvælstofforbindelser og omdanner det til en organisk forbindelse de kan bruge som byggesten i plantevævet.
| Biologi | Spire Denne artikel om biologi er en spire som bør udbygges. Du er velkommen til at hjælpe Wikipedia ved at udvide den. |